# Tennistavolo ai Giochi europei
Il tennis tavolo è inserito nel programma dei Giochi europei sin dall'edizione inaugurale che si è svolta nel 2015.

## Edizioni
| Giochi | Anno | Sede         | Gare |
| ------ | ---- | ------------ | ---- |
| I      | 2015 | Baku         | 4    |
| II     | 2019 | Tennistavolo | 5    |
| III    | 2023 | Cracovia     | 5    |

## Medagliere complessivo
Aggiornato alla terza edizione
| Pos.   | Paese       | Oro | Argento | Bronzo | Totale |
| ------ | ----------- | --- | ------- | ------ | ------ |
| 1      | Germania    | 8   | 2       | 0      | 10     |
| 2      | Romania     | 2   | 2       | 2      | 6      |
| 3      | Portogallo  | 2   | 1       | 2      | 5      |
| 4      | Paesi Bassi | 1   | 2       | 0      | 3      |
| 5      | Francia     | 1   | 1       | 3      | 5      |
| 6      | Svezia      | 0   | 1       | 1      | 2      |
| 7      | Bielorussia | 0   | 1       | 0      | 1      |
| 7      | Danimarca   | 0   | 1       | 0      | 1      |
| 9      | Austria     | 0   | 0       | 1      | 1      |
| 9      | Croazia     | 0   | 0       | 1      | 1      |
| 9      | Rep. Ceca   | 0   | 0       | 1      | 1      |
| 9      | Lussemburgo | 0   | 0       | 1      | 1      |
| 9      | Polonia     | 0   | 0       | 1      | 1      |
| 9      | Turchia     | 0   | 0       | 1      | 1      |
| 9      | Ucraina     | 0   | 0       | 1      | 1      |
| 9      | Ungheria    | 0   | 0       | 1      | 1      |
| 9      | Monaco      | 0   | 0       | 1      | 1      |
| Totale | Totale      | 14  | 14      | 14     | 42     |